# Puyo Puyo BOX
Puyo Puyo BOX (ぷよぷよBOX Puyo Puyo BOX?)  es un videojuego compilatorio desarrollado por Compile para Sony PlayStation. Es el último título reconocido de Compile de Puyo Puyo en la serie antes de que Sega, que anteriormente solo poseía los derechos de los personajes, obtuviera los derechos de la serie. Puyo Puyo BOX, al ser una compilación, consiste principalmente en juegos anteriores de Puyo Puyo, pero también contiene contenido original. 

## Jugabilidad
Puyo Puyo BOX tiene una gran cantidad de modos de juego disponibles para el usuario. Alberga las versiones Sega Mega Drive de Puyo Puyo y Puyo Puyo Tsu, así como un modo de búsqueda al estilo Madou Monogatari en el que el jugador juega como Arle y lucha contra de otros personajes de Puyo Puyo . También alberga un modo Stage Clear en el que el jugador tiene que enfrentarse a 10, 20 o 30 oponentes, así como dos modos multijugador que se pueden jugar con otros jugadores o sustitutos de IA. 
Para el modo Quest en sí, permite al jugador personalizar el arsenal de manera que fortalezca a Arle con un efecto de espada de doble filo. Por ejemplo, el jugador podría quitar los anillos de Puyo para reforzar su ataque a expensas de no poder ver las siguientes piezas, y la cantidad de experiencia ganada y oro ganado fue en relación con qué tan grande se anota una cadena y qué tan rápido El oponente fue derrotado. 
El punto clave en el juego de Puyo Puyo BOX es que el jugador puede elegir un conjunto de reglas de Puyo Puyo, Puyo Puyo Tsu (con contraataque), Puyo Puyo SUN (con contraataque y SUN Puyos cayendo después de cada contador), y Puyo Puyo~n (con contraataque y un indicador especial, con un número selecto de especiales para que el jugador elija antes de que comience un juego). Esto puede conducir efectivamente a batallas de cuatro jugadores donde cada jugador juega con reglas independientes o mixtas. El juego también permite que se realicen batallas en equipo. 

## Legado
A pesar de ser la última de la serie lanzada por Compile, tuvo un gran éxito. Uno de los modos multijugador especiales disponibles en este juego, conocido como Modo Tesoro, se adaptó más tarde en Puyo Puyo! 15th Anniversary como su modo de excavación para rendir homenaje a la idea.
- Datos: Q7262652